# غلاستونبوري (كونيتيكت)
غلاستونبوري (بالإنجليزية: Glastonbury, Connecticut)‏ هي بلدة أمريكية تقع في الولايات المتحدة في مقاطعة هارتفورد (كونيتيكت). يقدر عدد سكانها بـ 34,427 نسمة ومساحتها 135.2 كم2 وترتفع عن سطح البحر 127 متر.

## المناخ
يظهر الجدول التالي التغييرات المناخية على مدار السنة لغلاستونبوري:
| البيانات المناخية لـغلاستونبوري                           | البيانات المناخية لـغلاستونبوري | البيانات المناخية لـغلاستونبوري | البيانات المناخية لـغلاستونبوري | البيانات المناخية لـغلاستونبوري | البيانات المناخية لـغلاستونبوري | البيانات المناخية لـغلاستونبوري | البيانات المناخية لـغلاستونبوري | البيانات المناخية لـغلاستونبوري | البيانات المناخية لـغلاستونبوري | البيانات المناخية لـغلاستونبوري | البيانات المناخية لـغلاستونبوري | البيانات المناخية لـغلاستونبوري | البيانات المناخية لـغلاستونبوري |
| الشهر                                                     | يناير                           | فبراير                          | مارس                            | أبريل                           | مايو                            | يونيو                           | يوليو                           | أغسطس                           | سبتمبر                          | أكتوبر                          | نوفمبر                          | ديسمبر                          | المعدل السنوي                   |
| --------------------------------------------------------- | ------------------------------- | ------------------------------- | ------------------------------- | ------------------------------- | ------------------------------- | ------------------------------- | ------------------------------- | ------------------------------- | ------------------------------- | ------------------------------- | ------------------------------- | ------------------------------- | ------------------------------- |
| الدرجة القصوى °ف (°م)                                     | 70 (21)                         | 74 (23)                         | 86 (30)                         | 93 (34)                         | 99 (37)                         | 100 (38)                        | 101 (38)                        | 102 (39)                        | 101 (38)                        | 89 (32)                         | 83 (28)                         | 75 (24)                         | 102 (39)                        |
| متوسط درجة الحرارة الكبرى °ف (°م)                         | 36 (2)                          | 39 (4)                          | 48 (9)                          | 60 (16)                         | 70 (21)                         | 79 (26)                         | 84 (29)                         | 82 (28)                         | 75 (24)                         | 63 (17)                         | 52 (11)                         | 41 (5)                          | 61 (16)                         |
| متوسط درجة الحرارة الصغرى °ف (°م)                         | 18 (−8)                         | 22 (−6)                         | 29 (−2)                         | 40 (4)                          | 49 (9)                          | 59 (15)                         | 65 (18)                         | 63 (17)                         | 54 (12)                         | 43 (6)                          | 35 (2)                          | 24 (−4)                         | 42 (5)                          |
| أدنى درجة حرارة °ف (°م)                                   | −17 (−27)                       | −24 (−31)                       | −4 (−20)                        | 11 (−12)                        | 25 (−4)                         | 39 (4)                          | 45 (7)                          | 38 (3)                          | 29 (−2)                         | 18 (−8)                         | 5 (−15)                         | −12 (−24)                       | −24 (−31)                       |
| الهطول إنش (مم)                                           | 3.15 (80)                       | 2.75 (70)                       | 3.57 (91)                       | 3.88 (99)                       | 3.88 (99)                       | 3.99 (101)                      | 4.00 (102)                      | 3.66 (93)                       | 3.48 (88)                       | 4.14 (105)                      | 3.84 (98)                       | 3.35 (85)                       | 43.7 (1٬110)                    |
| المصدر: The Weather Channel (Historical Monthly Averages) |                                 |                                 |                                 |                                 |                                 |                                 |                                 |                                 |                                 |                                 |                                 |                                 |                                 |

## أعلام
- جون إدوين هولمز
- جدعون ويلز
- ستيفن بيترسون
- كانديس بوشنيل
- سيدني دين
- روبرت جي. إل. وايت